# Эллисон (лунный кратер)
Эллисон (лат. Ellison) — ударный кратер на обратной стороне Луны, расположенный сразу за северо-западной оконечностью. К западу от Эллисона находится кратер Кулон.
Внешний обод Эллисона примерно круглый, с внутренним выступом вдоль южного обода и небольшим выступом наружу к северо-западу.
Эллисон лежит на границе бассейна Кулона-Сартона, ударного кратера диаметром 530 км Донектарского (гиппарховского) периода.

## История
Кратер утверждён Международным астрономическим союзом в 1970 году.

## Название
Название кратеру дано в честь ирландского астронома Мервина Арчдела Эллисона

## Сателлитные кратеры
| Эллисон | Координаты                 | Диаметр, км |
| ------- | -------------------------- | ----------- |
| P       | 52°48′ с. ш. 109°36′ з. д. | 32          |